# Pula
För andra betydelser, se Pula (olika betydelser).
Pula (uttal: [pǔːla], italienska: Pola, tyska: Polei, se även andra namn) är en stad i Kroatien. Pula är Istriens största centrum och en av de mest populära turiststäderna vid Adriatiska havet.Staden har cirka 57 460 invånare och tillhör Istriens län. Medulin, Premantura, Pomer och Banjole är orter som ligger precis runtom staden. Pula är det ekonomiska och kulturella centret i den kroatiska delen av Istrien.
Staden är belägen i en naturligt skyddad vik vid Adriatiska havet, på halvön Istrien i nordvästra Kroatien. Sett till folkmängden är Pula Istriens största ort och Kroatiens åttonde största stad. Pula har en betydande skeppsvarvsindustri och är en universitetsstad och turistort känd för flera välbevarade byggnadsminnen från romartiden.

## Etymologi och mytologi
Det romerska namnet 'Pietas Iulia' eller formellt 'Colonia Pietas Iulia Pola' som finns bekräftat från 40-talet f.Kr. är det första kända namnet för Pula. Det antas att toponymen 'Pola' har förromerskt ursprung och att det anammades av romarna. Appellativet 'Iulia' i det ursprungliga romerska namnet indikerar att kolonin grundades vid tidpunkten för eller under överinseende av en familjemedlem från den Julianska ätten. Termen 'Pietas' (pietet) var ursprungligen ett vanligt substantiv som användes i romarriket för att beskriva känslan av plikt för gudarna, föräldrar, syskon, barn (kärlek, barmhärtighet) och hemlandet (patriotism). Av det romerska namnet kvarstod sedermera det förromerska 'Pola' som givit upphov till stadens namn på andra språk och dialekter.    
Liksom många andra städer längs med Kroatiens kust har Pula under större delen av sin historia varit en multikulturell ort, sedan högmedeltiden präglad av framförallt den italienska och kroatiska kulturen. Staden var till stora delar italiensktalande fram till andra världskriget vilket inte nödvändigtvis speglade befolkningens etniska ursprung och sammansättning. Liksom många andra kroatiska kuststäder var italienska administrationens och den övre samhällsklassens språk. I Parisfreden år 1947 tillföll Pula officiellt delrepubliken Kroatien i Jugoslavien. Fram till dess var staden allmänt känd under sitt italienska namn Pola. Från år 1947 blev det kroatiska namnet Pula det officiella namnet. Efter Kroatiens självständighet och utträde ur den federala staten Jugoslavien år 1991 är både den kroatiska och italienska namnvarianten för staden officiella och erkända av myndigheterna. 

### Pula i den grekiska mytologin

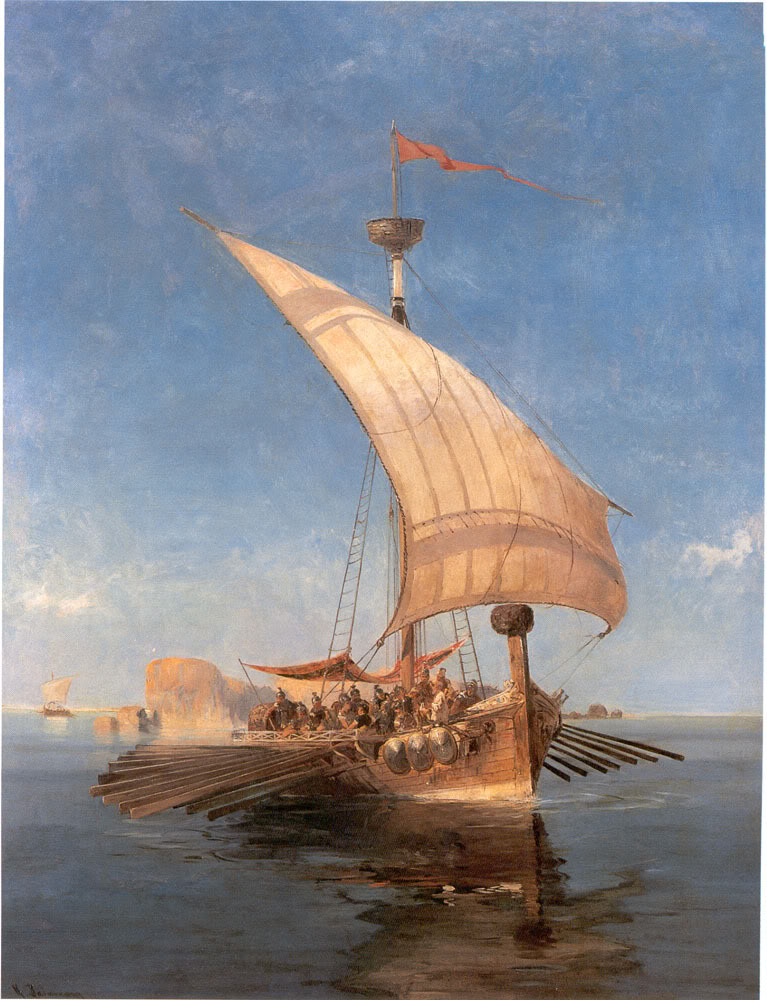
Oljemålning av den grekiske målaren Konstantinos Volanakis (1837–1907) föreställande det mytologiska skeppet Argo.

Pula finns omnämnd i den grekiska mytologin som antyder ursprunget till det grekiska namnet för staden. I den grekiska mytologin finns olika versioner av en berättelse som berättar att kolchiserna grundande Polai (Πόλαι, dagens Pula). I olika men liknande versioner av legenden om argonauterna beskrivs hur kolchiserna satte fart efter Jason och hans skepp Argo. Enligt berättelsen jagade kolchiserna Jason till norra Adriatiska havet. Jakten föranleddes av att Jason och argonauterna dessförinnan hade besökt kungariket Kolchis (Medeas hemland) och där tagit det gyllene skinnet. Expeditionen avbröts dock på kungen av Kolchis begäran sedan hans son förolyckats under jakten. I rädsla för att kungen skulle låta hämnas expeditionens misslyckande och sonens död om de återvände lät kolchiserna istället bosätta sig där prinsen dött. Platsen kallade de polai, med betydelsen "fristad".

### Pula på andra språk och dialekter
Staden Pulas mångkulturella prägel och historiska kontakter med olika kulturer innebär att det finns flera språkliga och dialektala varianter av stadens namn. Det kroatiska namnet Pula liksom det italienska namnet Pola är idag erkända som officiella namn för staden. Sedan år 1947 då det kroatiska namnet blev officiellt används den kroatiska namnvarianten vanligtvis i internationell litteratur och media. Enda undantaget är italienskspråkig litteratur och media där den italienska namnformen vanligtvis återges. Det historiska tyska namnet Polei användes företrädesvis under den habsburgska, sedermera österrikiska och österrikisk-ungerska perioden i stadens historia. Den dåtida tyskspråkiga administrationen anammade emellertid även det italienska namnet Pola som även användes av de österrikiska myndigheterna i formella sammanhang. I modern tyskspråkig litteratur och media återges idag vanligtvis det officiella kroatiska namnet. 
Andra namnformer: 
- Istriotiska: Puola
- Istrorumänska: Pola
- Äldre čakavisk dialekt: Pul
- Klassisk grekiska: Πόλαι, Polae
- Latin: Pietas Iulia, Colonia Pietas Iulia Pola, Colonia Pietas Iulia Pola Pollentia Herculanea
- Slovenska och nyčakavisk dialekt: Pulj
- Ungerska: Póla
- Venetianska: Poła

## Historia

### Förhistoria
Lämningar efter människoarten Homo erectus har hittats i Šandalja-grottan några kilometer nordöst om centrala Pula. Ett omkring 800 000 år gammalt huggverktyg av denna art kan vara det äldsta föremålet tillverkat av en människa i vad som idag är Kroatien. Arkeologiska fyndigheter från Pula-området i form av keramiska delar från den yngre stenåldern (6000–2000-talet f.Kr.) tyder på att området var befolkat under forntiden. Föremål tillverkade av ben, såsom synålar och spiralhängsmycken från den äldre bronsåldern, har hittats i området kring Pula. De typer av arkeologiska föremål som generellt påträffats i Istrien anknyter till liknande fyndigheter som hittats vid Donau. Människorna som bebodde Istrien under bronsåldern benämns proto-illyrer av eftervärlden.  

### Antiken
Under den klassiska antiken beboddes Istrien av histrierna, en venetisk eller möjligtvis illyrisk folkgrupp, som omnämns i den grekiske geografen Strabons verk Geographica från det första århundradet f.Kr. Pulas tidiga historia är okänd men staden kan vara uppemot 3 000 år gammal och tros ha vuxit fram ur vad som ursprungligen var en histrisk bosättning på Kaštel-höjden, platsen där Pulaborgen idag står. Arkeologiska fynd såsom grekisk keramik och resterna efter en Apollon-staty i Pula-området bekräftar närvaron av och influenser från den antika grekiska kulturen.
År 177 f.Kr. hade romarna erövrat och inlemmat hela Istrien i Romerska riket och lokalbefolkningen romaniserades gradvis. Det är först med romarnas erövring som Pulas mer kända historia inleds. Mellan åren 46–45 f.Kr., under Julius Caesars regeringstid, upphöjdes stadens status till romersk koloni. Romarna kallade kolonin Pietas Iulia, formellt Colonia Pietas Iulia Pola. De kommande åren steg invånarantalet till omkring 30 000 invånare och kolonin utvecklades till en betydande romersk hamnstad med ett stort omgivande område under sin jurisdiktion.
I samband med inbördeskriget år 42 f.Kr. där triumvirerna Octavius, Antonius och Lepidus utmanade Caesars mördare Brutus och Cassius tog staden parti för Cassius eftersom dennes bror Cassius Longinus hade grundat kolonin. Efter att Octavius gått segrande ur konflikten raserades staden men återuppbyggdes därefter på initiativ av dennes dotter Iulia. Det är epigrafiskt bevisat att kolonin från 100-talet och framåt formellt kallades Colonia Iulia Pola Pollentia Herculanea.

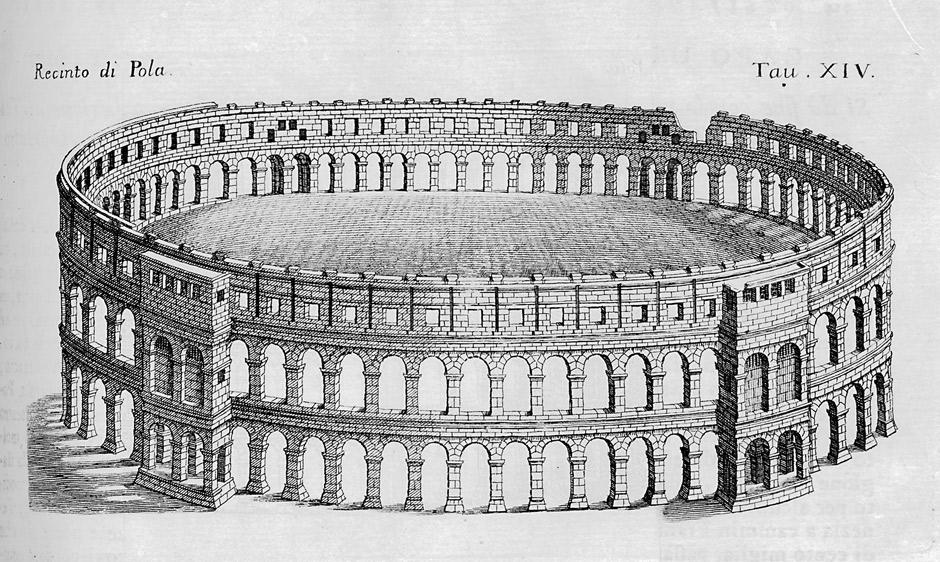
En skiss från år 1728 föreställande Pulas arena.

Inom det romerska Italien ingick kolonin i den tionde provinsen Venetia et Histria och under romartiden tillkom flera av Pulas klassiska byggnadsverk, däribland stadens amfiteater som uppfördes åren 27 f.Kr.–68 e.Kr. och Augustus tempel som uppfördes åren 2 f.Kr.–14 e.Kr. Romarna försåg även staden med vattenförsörjning och avloppssystem. Därtill befästes staden med en ringmur och tiotalet portar varav tre finns bevarade (Dubbelporten, Herkulesporten och Sergiusbågen). Åren 78–79 e.Kr., under kejsar Vespasianus regeringstid, anlades den romerska vägen Via Flavia som förband Tergeste (Trieste) med provinsen Dalmatia och hade en sträckning förbi Istrien och till Pula. Under kejsar Septimius Severus regeringstid ändrades stadens namn till Res Publica Polensis. Flera betydande händelser utspelade sig i det antika Pula. Bland annat avrättades kejsar Crispus år 326 i Pula och år 354 gick kejsar Gallus samma öde till mötes i staden.

### Medeltiden
År 476 föll det Västromerska riket och den tidigare romerska kolonin Pula attackerades och intogs av ostrogoterna under ledning av den germanska krigarhövdingen Odovakar. År 533 tillföll staden det Bysantinska riket. Under det bysantinska styret som varade åren 533–788 ingick Pula i Ravennas exarkat. Staden fick en ny blomstringstid och utvecklades till den viktigaste hamnstaden för den bysantinska flottan. Under det bysantinska styret uppfördes basilikan Sankta Maria av Formosa av vilken endast Sankta Maria av Formosa kapell kvarstår. Det bysantinska styret sammanföll med folkvandringstiden och under 600-talets andra hälft bosatte allt fler slaver i Istriens inland och Pulas utkanter. Under de kommande århundradena skulle de ur ett demografiskt och kulturellt perspektiv komma att lämna ett allt större avtryck på Istriens romaniserade kuststäder.

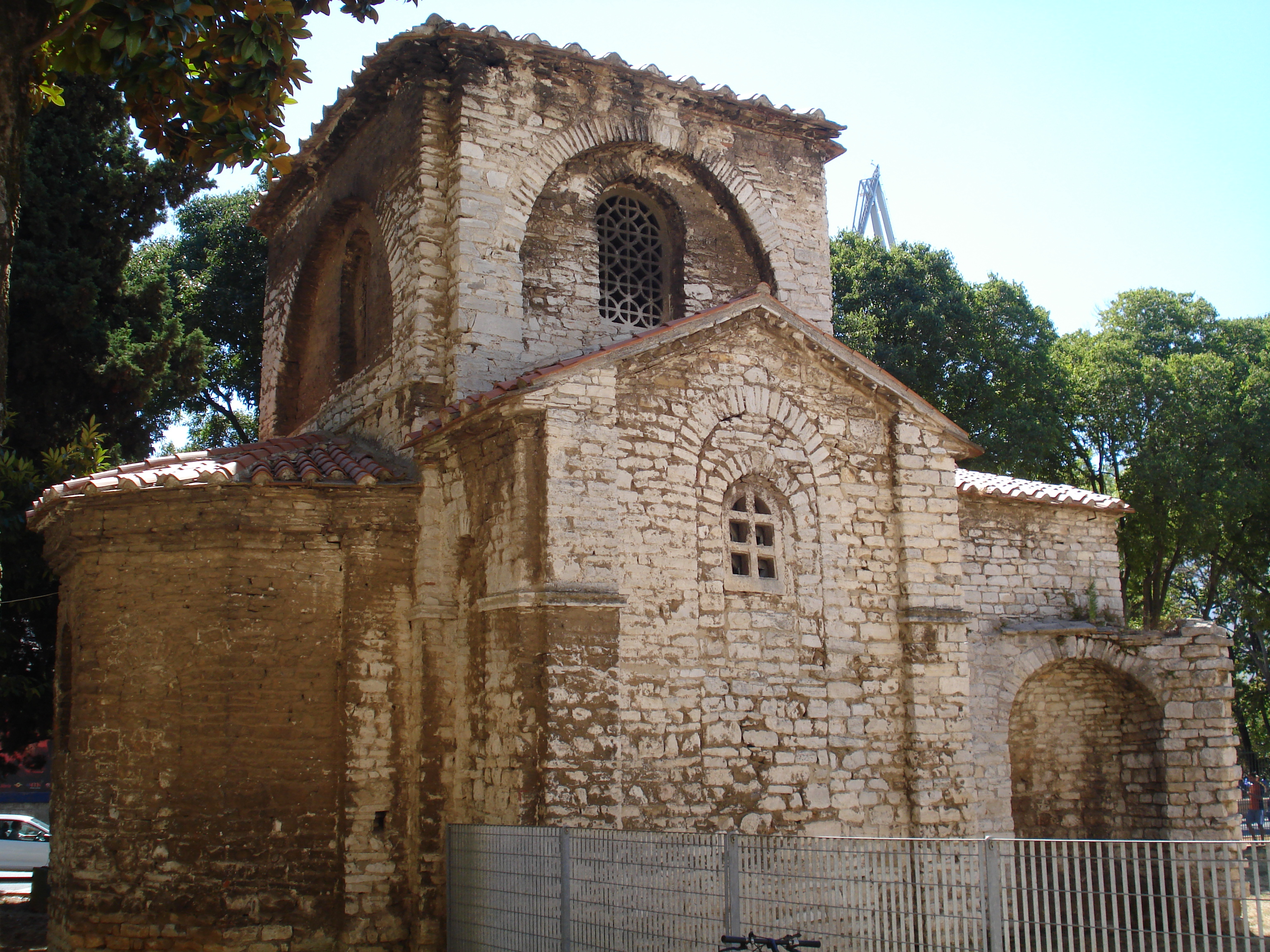
Sankta Maria av Formosas kapell – ursprungligen en del av en mycket större bysantinsk basilika uppförd på medeltiden.

Från år 788 styrdes Pula av Frankerriket som då regerades av Karl den store. Under det frankiska styret introducerades feodalismen i Istrien vilket hade en negativ inverkan på kuststäderna men möjliggjorde att slaver slog sig ned permanent i området. Inom Frankerriket ingick Pula i Kungariket Italien och staden var säte för de utsedda markgrevarna av Istrien till år 1077.
De istriska kuststädernas allt starkare positioner i den norra delen av Adriatiska havet ledde på 1100-talet till konflikter med Republiken Venedig. Vid flera tillfällen gjorde Pula tillsammans med andra städer uppror mot venetiansk repression och dominans. År 1148 intog venetianarna Pula och år 1150 tvingade de staden att svära trohet mot Republiken Venedig. Pula blev därefter en venetiansk besittning. År 1192 intogs staden kortvarigt av pisanerna men återerövrades av venetianarna.
Fram till 1200-talet hade Pula haft samma status som en fri kommun. Det politiska livet präglades av kampen mellan adelsätten Castropola och andra nordadriatiska feodalherrar. Vid upprepade tillfällen påtvingade Republiken Venedig staden Pula att ingå olika allianser. Något som ogillades av stadens lokala härskare. Vid upprepade tillfällen under 1100- och 1200-talet bemäktigades Pula av Venedig. Som bestraffning för sin olydnad lät Venedig riva Pulas stadsmurar. Med militär hjälp av Fridrik III Frankopan fördrevs Castropola-ätten från Pula och år 1331 överlämnades styret av staden till Venedig.

### Venetianskt, franskt och österrikiskt styre

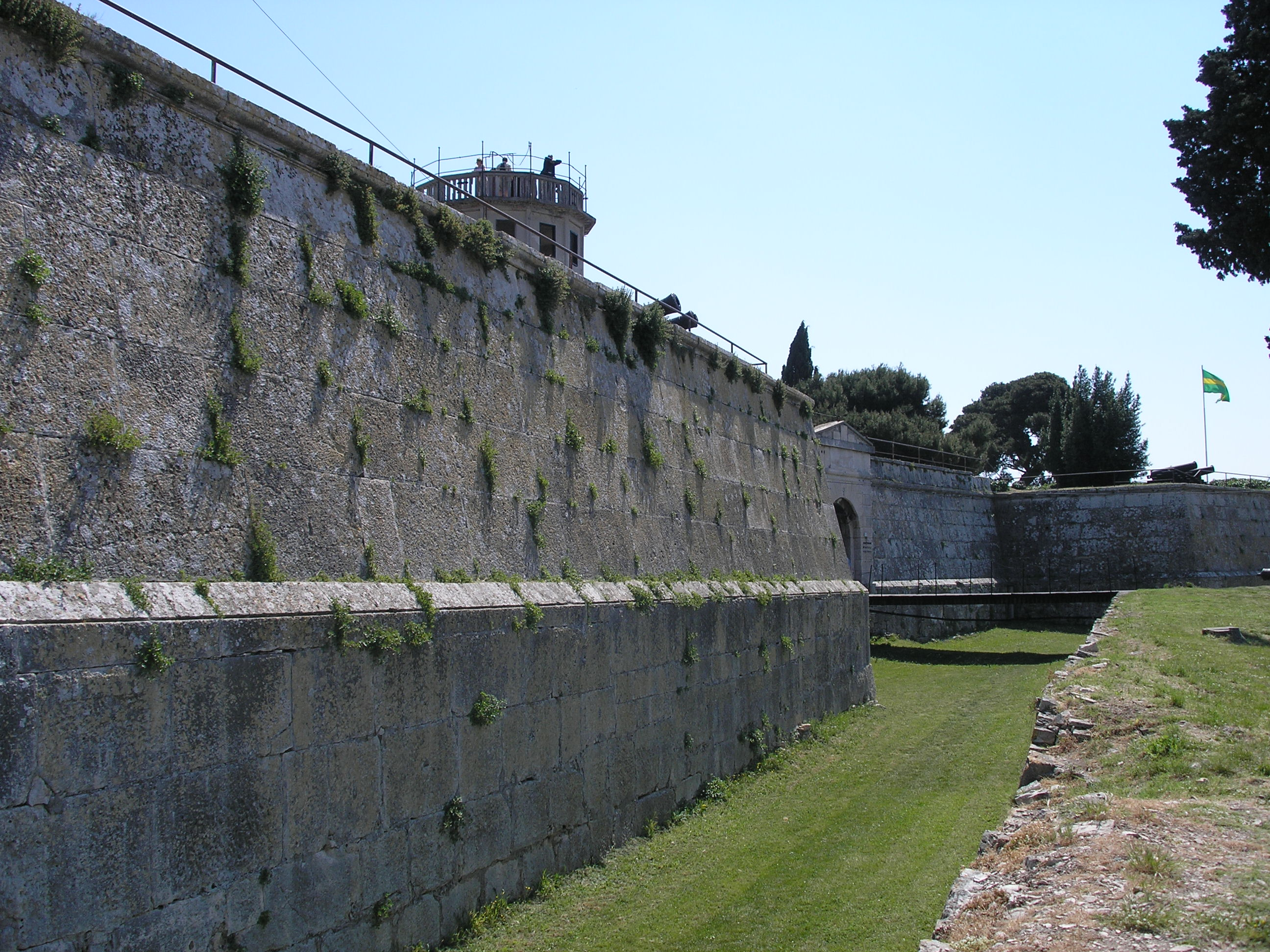
Kulturminnesmärkta Pulaborgen i gamla stan, ursprungligen uppförd åren 1630–1633 av den venetianska administrationen.

År 1331 befäste Republiken Venedig permanent makten över Pula och en av Venedig utsedd rektor gavs uppdraget att styra staden. Det venetianska styret varade till år 1797 då Republiken upplöstes av Napoleons franska styrkor. Under 1400-, 1500- och 1600-talet attackerades staden vid olika tillfällen av genuesarna, Ungern (som sedan år 1102 var i personalunion med det medeltida Kroatien) och habsburgarna. Istriens politiska indelning mellan det av habsburgarna kontrollerade inlandet och av Venedig kontrollerade kustlandet ledde till kuststädernas ekonomiska tillbakagång. De många krigen men också de återkommande utbrotten av pest, malaria och tyfus ledde till befolkningsminskning. Trots att de venetianska myndigheterna lät människor från sina besittningar i dagens Kroatien, Dalmatien, Italien, Albanien och Grekland bosätta sig i staden hade Pulas befolkning på 1600-talet minskat till omkring 1 000 personer.
I samband med Republiken Venedigs sammanbrott år 1797 och fredsavtalet i Campo Formio inlemmades staden i Habsburgska riket. Det första österrikiska styret varade åren 1797–1805. Sedan österrikarna besegrats i krig övertog fransmännen kortvarigt (1805–1813) kontrollen över Pula. Under franskt styre inlemmades Pula åren 1805–1809 i den av fransmännen upprättade lydstaten Italien. Österrikiska försök till att återta de tidigare besittningarna slogs tillbaka av Frankrike och ledde år 1809 till fredsavtalet i Schönbrunn. Som en konsekvens av fredsavtalet upprättade fransmännen de illyriska provinserna i vilken Pula kom att ingå åren 1809–1813. Det åtta år långa franska styret av Pula avbröts år 1813 då österrikarna återtog kontrollen över de forna illyriska provinserna (inklusive Pula). I Wienkongressen år 1815 bekräftades Kejsardömet Österrikes överhöghet över området. Pula stod därefter under österrikisk administration fram till första världskrigets slut och Österrike-Ungerns upplösning år 1918.

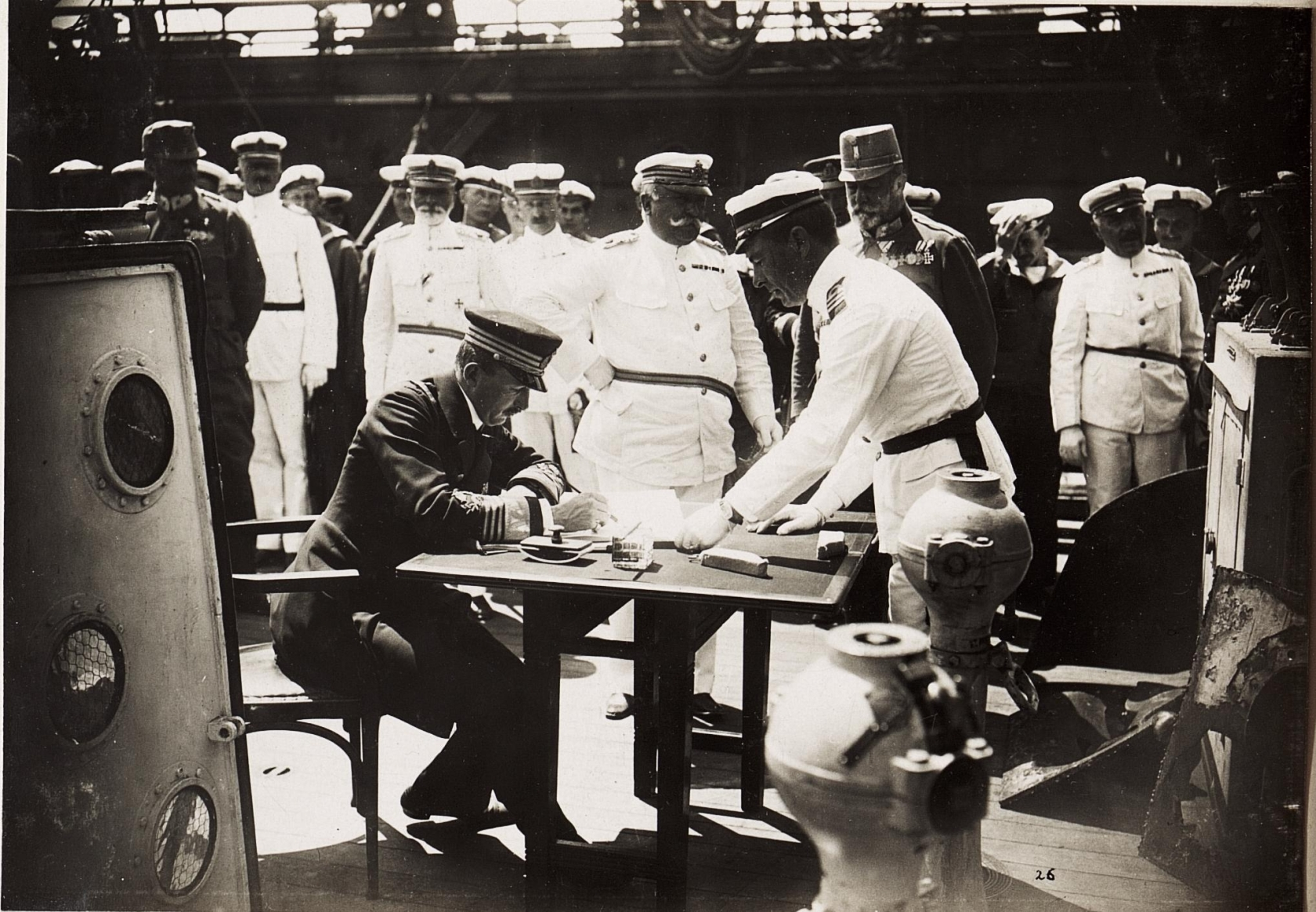
Kejsar Karl I besöker och besiktigar de marina enheterna i Pula, i bild på fartyget Navarra år 1917.

Den österrikiska perioden i Pulas historia (1815–1918) präglas av kraftig befolkningstillväxt till följd av ekonomisk återhämtning och progress. Stadens naturliga hamn utvecklades till Österrikes främsta marinbas med stor skeppsvarvsindustri.
År 1850 utsågs Pula till Österrikes krigshamn på förslag av den danske sjömilitären Hans Dahlerup som åren 1849–1851 var i Österrikes tjänst. År 1856 lade kejsarinnan Elisabeth grundstenen till vad som skulle bli rikets nya marinbas, på tyska kallad See-Arsenal (formellt K. u. K. Kriegsmarine See-Arsenal). Vid ceremonin närvarade hennes gemål, kejsar Frans Josef I. Stadens nya betydelse som marinbas innebar att Pula utvecklades från en provinsiell stad till industristad. Kring staden uppfördes två försvarslinjer bestående av befästningar och fortifikationer som skulle skydda Pula från land och till sjöss. Kaserner, officers- och arbetarbostäder, domstol, fängelse, sjömanssjukhus, sjömanskyrkogård, observatorium och andra objekt relaterade till marinens närvaro uppfördes eller etablerades runt om i staden. Utvecklingen ledde till att människor från den istriska landsbygden och hela riket sökte sig till Pula.
Officiellt talades tyska, italienska och kroatiska i staden. Som en konsekvens av det stora antalet inflyttade människor hördes dock även tjeckiska, slovakiska, slovenska, ungerska och andra språk från riket på stadens gator. År 1857 hade Pula 3 628 invånare. År 1910 hade stadens befolkning vuxit till 59 498 invånare varav drygt 23 000 invånare inte var italiensk- eller kroatisktalande. I folkräkningen år 1910 svarade 45,8 procent av befolkningen att italienska var deras primära språk för kommunikation. 15,2 procent av invånarna uppgav kroatiska som sitt förstaspråk. Resterande var mestadels tyskspråkig militär personal. Noterbart är att personer inte efterfrågades etnisk tillhörighet i folkräkningen utan om vilket språk de primärt använde i sin vardagliga kommunikation. Av lokalbefolkningen var många två- eller flerspråkiga. Siffrorna från folkräkningen speglade således inte etnisk tillhörighet men belyste italienskans historiska dominans i staden.
Administrativt ingick Pula åren 1816–1848 i den österrikiska provinsen Illyrien som efter revolutionerna år 1848 delades upp i mindre delar. Åren 1849–1918 ingick Pula i Markgrevskapet Istrien som ingick i kronlandet Österrikiska kustlandet.

### Mellankrigstiden och andra världskriget
Efter första världskrigets slut och Österrike-Ungerns upplösning år 1918 uppstod en territoriell dispyt mellan Kungariket Italien och den nyskapade sydslaviska staten Serbernas, kroaternas och slovenernas kungarike (från år 1929 kallat Jugoslavien). Dispyten handlade om rätten till de forna österrikiska besittningarna och områdena längs med östra Adriatiska havet. Italien gjorde anspråk på bland annat Istrien och staden Pula. Den 28 oktober 1918 överlämnades kontrollen över flottan i Pula till Serbernas, kroaternas och slovenernas kungarike men efter två dagar (den 30 oktober samma år) lät italienska militära enheter sänka fartyget Viribus Unitis. Den 5 november 1918 tågade italienska trupper in i Pula och en majoritet av den icke italiensk- och kroatisktalande befolkning lämnade staden.
Genom Rapallofördraget år 1920 befästes Italiens kontroll över Pula vilket inledde en period där staden antog en allt starkare italiensk prägel. Det italienska styret som formellt varade till år 1947 kännetecknas av ekonomisk stagnation, befolkningsminskning, etniska spänningar och politisk repression. Efter det italienska maktövertaget blev Pula administrativt centrum i den italienska Pula-provinsen (Provincia di Pola) och en stad i Italiens östligaste periferi. Den tidigare rollen som staden haft som österrikisk-ungersk flottbas var utspelad och en allt större utflyttning av människor ledde till att stadens befolkning år 1921 hade minskat till 38 591 invånare.

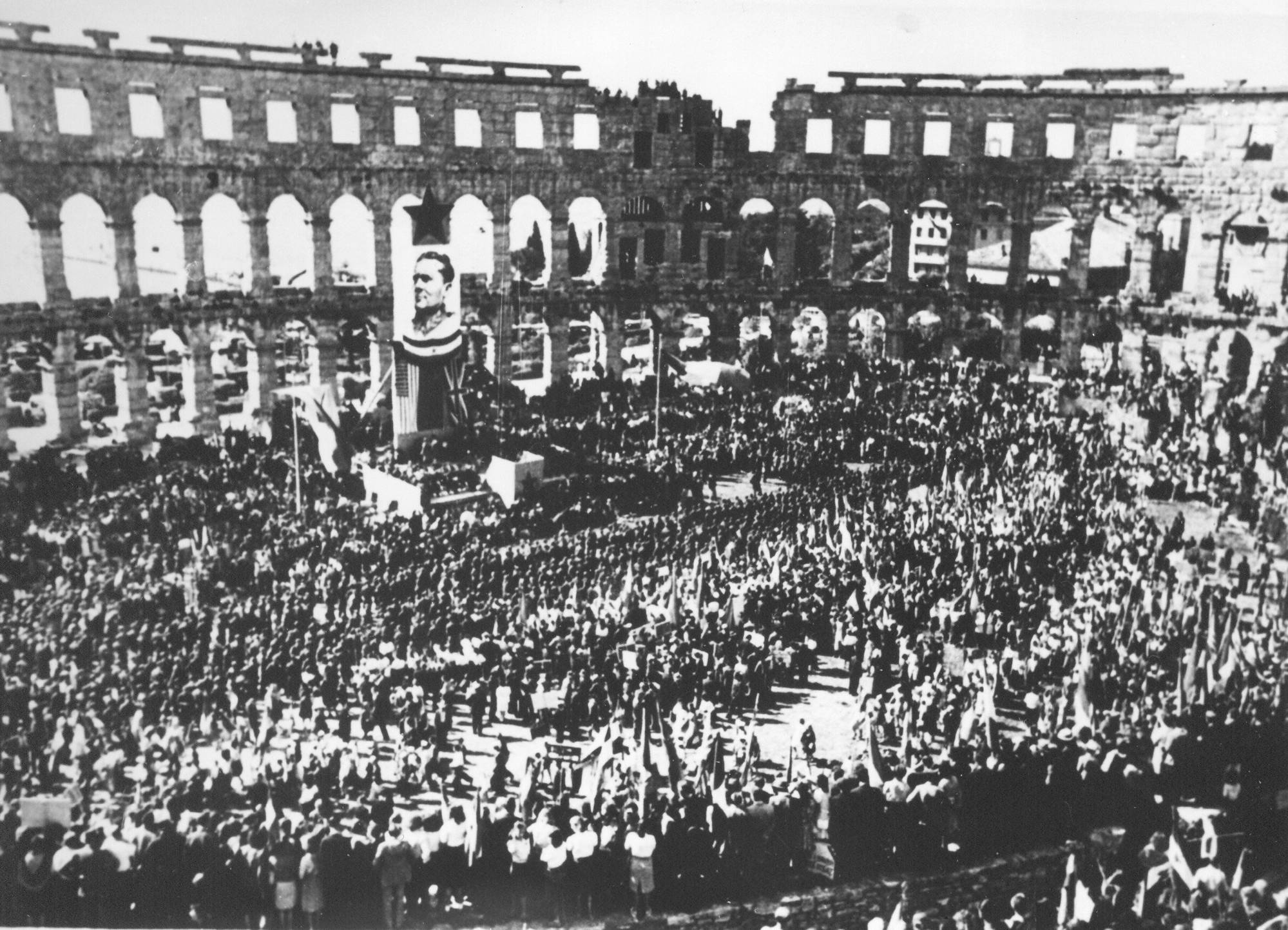
Den 13 maj 1945 samlades tusentals människor i Pulas amfiteater för att fira fascismens fall och stadens befrielse.

År 1926 blev Italien en fascistisk diktatur under ledning av Benito Mussolini (1883–1945). De nya myndigheterna inledde en process kallad italienisering i syfte att assimilera Pulas kroatisktalande befolkning. Under loppet av ett år stängde de italienska myndigheterna kroatiskspråkiga skolor och institutioner. Kroatiska publikationer förbjöds och en stor del av stadens intellektuella kroater emigrerade. Italieniseringsprocessen påskyndades genom att italienska myndigheter samtidigt lät människor från andra delar av Italien bosätta sig staden. År 1931 hade Pulas befolkning vuxit till 44 219 invånare.
År 1939 bröt andra världskriget ut och det fascistiska Italien ingick i axelmakterna. Efter att Italien år 1943 kapitulerat övertog tyska Wehrmacht kontrollen över Pula. Det tyska maktövertagandet ledde till att de allierade vid flera tillfällen (1944–1945) bombande Pulas militära positioner, däribland hamnen. I attackerna träffades även bostadshus i gamla stan och några hundratal människor dödades. Efter flera dagars stridigheter tågade jugoslaviska partisaner in i staden den 5 maj 1945 men tvingades kort därefter (den 9 juni samma år) överlämna kontrollen till de allierades styrkor under ledning av britterna.

### Efterkrigstiden och framåt
I samband med Parisfreden år 1947 tillföll Pula officiellt Jugoslavien vilket ledde till en utflyttningsvåg av italiensktalande. Jugoslavien hade efter andra världskriget ombildats till en kommunistisk federal stat och en stor del av Pulas italiensktalande befolkning emigrerade till Italien och andra delar av världen i rädsla för kommunismen och jugoslavisk repression. Efter kriget förekom att den jugoslaviska kommunistiska statsförvaltningen diskriminerade de italiensktalande och utflyttningsprocessen fortgick till 1950-talet. Stadens befolkning minskade men under de efterföljande årtiondena ökade den igen till följd av bland annat inflyttning av människor från andra delar av dåvarande Jugoslavien. Det jugoslaviska styret (1947–1991) kännetecknas av demografiska förändringar, urbanisering, industrialisering och den jugoslaviska arméns närvaro. I administrativ bemärkelse ingick Pula i den kroatiska delrepubliken inom Jugoslavien.
Sedan år 1991 ingår Pula i det självständiga Kroatien.

## Geografi och klimat
Pula ligger vid Pulaviken som är en naturligt skyddad vik vid Istriens sydvästra sida. I den uppemot 38 meter djupa viken, väl synliga från staden, ligger holmarna Katarina och Andrija. Staden breder ut sig på och runt sju höjder (kullar).
I Pula råder medelhavsklimat som karaktäriseras av milda vintrar och varma somrar. Det genomsnittliga antalet soltimmar per dag uppgår till maximalt 13 soltimmar i juli och minimalt 5 soltimmar i december och januari. Månaderna juli–augusti är de varmaste månaderna och den genomsnittliga medeltemperaturen uppgår då till över 20 °C. Under månaderna november–mars ligger den genomsnittliga medeltemperaturen under 10 °C. Snöfall under vintermånaderna är ovanliga men förekommer. Den mest nederbördsrika månaden är november.
Normala temperaturer och nederbörd i Pula:
|                                            | Jan | Feb | Mar | Apr | Maj | Jun | Jul | Aug | Sep | Okt | Nov | Dec |
| ------------------------------------------ | --- | --- | --- | --- | --- | --- | --- | --- | --- | --- | --- | --- |
| Normaldygnets maximitemperaturs medelvärde | 8   | 9   | 12  | 15  | 20  | 23  | 27  | 27  | 23  | 18  | 13  | 10  |
| Normaldygnets minimitemperaturs medelvärde | 1   | 1   | 3   | 6   | 11  | 14  | 17  | 17  | 13  | 10  | 5   | 2   |
|                                            |     |     |     |     |     |     |     |     |     |     |     |     |
| Nederbörd                                  | 70  | 60  | 60  | 70  | 50  | 50  | 40  | 70  | 80  | 70  | 110 | 80  |

| Diagram | temperaturer i °C • månadsnederbörd i mm • Källa: Weatherbase.com | temperaturer i °C • månadsnederbörd i mm • Källa: Weatherbase.com | temperaturer i °C • månadsnederbörd i mm • Källa: Weatherbase.com | temperaturer i °C • månadsnederbörd i mm • Källa: Weatherbase.com | temperaturer i °C • månadsnederbörd i mm • Källa: Weatherbase.com | temperaturer i °C • månadsnederbörd i mm • Källa: Weatherbase.com | temperaturer i °C • månadsnederbörd i mm • Källa: Weatherbase.com | temperaturer i °C • månadsnederbörd i mm • Källa: Weatherbase.com | temperaturer i °C • månadsnederbörd i mm • Källa: Weatherbase.com | temperaturer i °C • månadsnederbörd i mm • Källa: Weatherbase.com | temperaturer i °C • månadsnederbörd i mm • Källa: Weatherbase.com | temperaturer i °C • månadsnederbörd i mm • Källa: Weatherbase.com |
|         | 70 8 1                                                            | 60 9 1                                                            | 60 12 3                                                           | 70 15 6                                                           | 50 20 11                                                          | 50 23 14                                                          | 40 27 17                                                          | 70 27 17                                                          | 80 23 13                                                          | 70 18 10                                                          | 110 13 5                                                          | 80 10 2                                                           |

## Politik och administration

### Politisk ledning
Pulas stadsfullmäktige är stadens högsta beslutande organ. Det består av 25 råd som sammanträder i Kommunala palatset. Råden väljs i allmänna och direkta lokala val. Deras mandatperiod löper över fyra år. Sedan Kroatiens självständighet år 1991 och införandet av flerpartival har det regionala partiet Istriska demokratiska församlingen (IDS) dominerat den lokala politiken. Partiet har regerat med egen majoritet, med hjälp av stödpartier eller ingått i valallianser med center–vänster-partier.
| Valallianser och partier i Pulas stadsfullmäktige för mandatperioden 2017–2021 | Valallianser och partier i Pulas stadsfullmäktige för mandatperioden 2017–2021                                                                                           | Antal mandat |
| ------------------------------------------------------------------------------ | --- | ------------ |
|                                                                                | Istriska demokratiska församlingen (IDS), Kroatiska folkpartiet – liberaldemokraterna (HNS), Istriska pensionärspartiet (ISU), Gröna förbundet (Zeleni)                  | 14           |
|                                                                                | Kroatiens socialdemokratiska parti (SDP), Kroatiska pensionärspartiet (HSU), Självständiga demokratiska serbiska partiet (SDSS), Kroatiska socialliberala partiet (HSLS) | 7            |
|                                                                                | Kroatiska demokratiska unionen (HDZ) | 3            |
|                                                                                | Mänsklig sköld | 1            |
| Totalt antal mandat                                                            | Totalt antal mandat | 25           |

### Administrativ indelning
Pula är administrativt indelat i 16 lokalnämndsområden. I de fall där det officiella italienska namnet för lokalnämndsområdet avviker återges det inom parentes i tabellen nedan: 
| Lokalnämndsområde                            | Yta (m²)   | Antal invånare (2001) | Befolkningstäthet (inv./km²) |
| -------------------------------------------- | ---------- | --------------------- | ---------------------------- |
| Arena                                        | 467 687    | 4 971                 | 10 628,9                     |
| Busoler (Bussoler)                           | 11 070 417 | 2 376                 | 214,6                        |
| Gregovica (Grega)                            | 1 408 490  | 2 680                 | 1 902,7                      |
| Kaštanjer (Castagner)                        | 688 533    | 5 166                 | 7 502,9                      |
| Monte Zaro                                   | 323 720    | 3 502                 | 10 818,0                     |
| Monvidal                                     | 349 259    | 2 044                 | 5 852,4                      |
| Nova Veruda (Nuova Veruda)                   | 1 369 152  | 2 748                 | 2 007,1                      |
| Stari Grad (Città Vecchia)                   | 1 803 570  | 4 803                 | 2 663,1                      |
| Stoja (Stoia)                                | 2 955 950  | 1 622                 | 548,7                        |
| Sv. Polikarp-Sisplac (San Policarpo-Sisplaz) | 794 822    | 7 776                 | 9 783,3                      |
| Šijana (Siana)                               | 3 421 918  | 6 897                 | 2 015,5                      |
| Štinjan (Stignano)                           | 6 055 036  | 1 366                 | 225,6                        |
| Valdebek (Valdibecco)                        | 4 715 057  | 2 226                 | 472,1                        |
| Veli Vrh (Monte Grande)                      | 3 596 220  | 2 782                 | 818,6                        |
| Veruda                                       | 1 807 715  | 5 698                 | 3 152,0                      |
| Vidikovac                                    | 1 098 976  | 5 883                 | 5 353,2                      |
| Totalt                                       | 41 926 522 | 62 540                | 1 491,6                      |

* Källa: Pula.hr – Staden Pulas officiella webbplats. Notera att uppgifterna från stadens officiella webbplats anger ett befolkningsantal på 62 540 invånare fördelade på 16 lokalnämndsområden år 2001. Siffran avviker dock från officiella uppgifter. Kroatiska statistiska centralbyrån anger nämligen att staden år 2001 hade 58 594 invånare.

## Ekonomi och infrastruktur

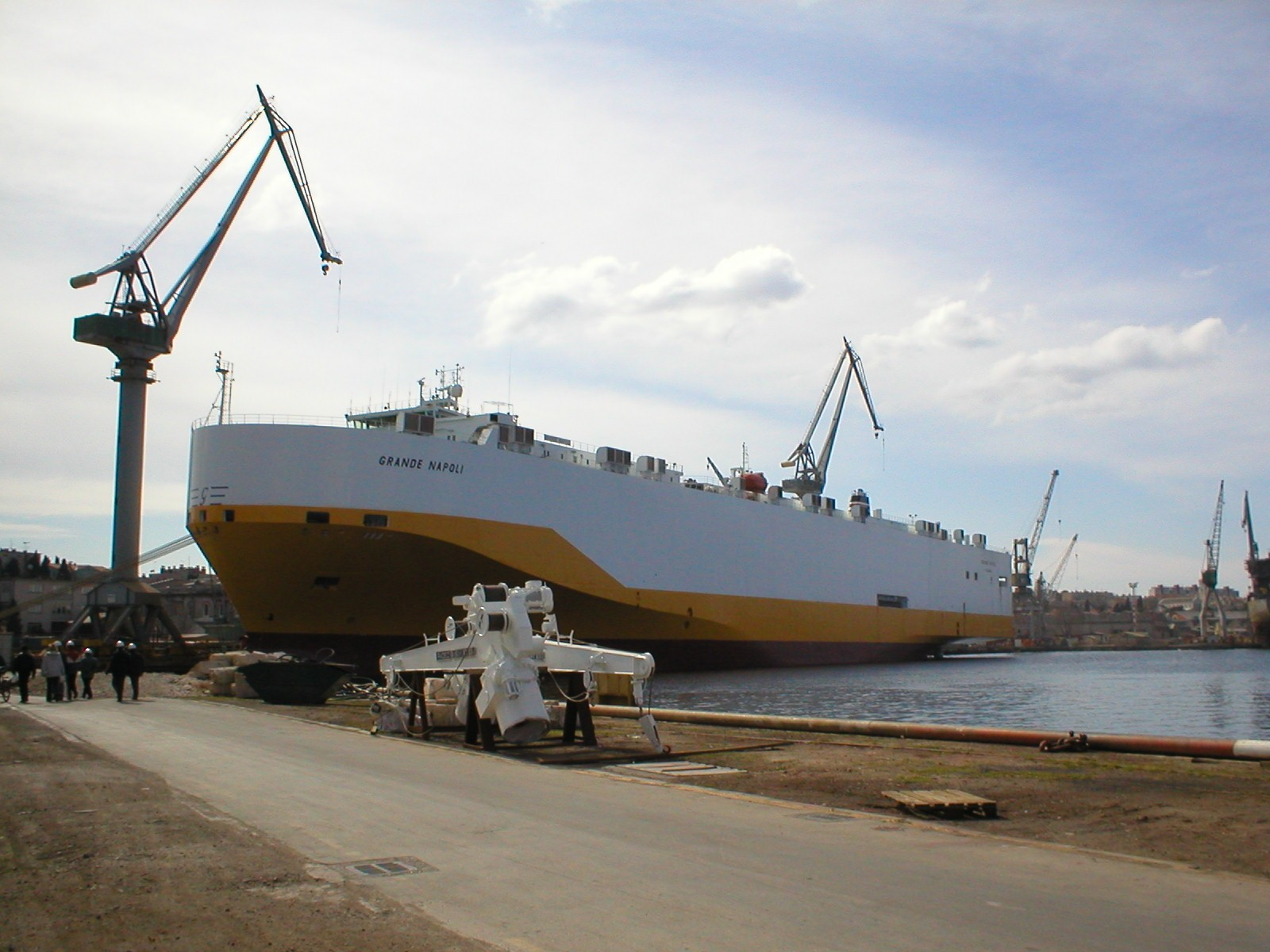
Skeppsvarvet Uljanik är Pulas största och viktigaste industri.

### Ekonomi
Pula är en viktig industristad. Näringsgrenar såsom varvsindustrin, turismnäringen, livsmedelsindustrin, byggnadsindustrin, trafik- och transportnäringen utgör stommen i det lokala näringslivet. Den största industrin i staden är skeppsvarvet Uljanik. Andra stora företag och viktiga arbetsgivare är bland annat Arenaturist (turism), Bina Istra (byggnadsindustrin), Brionka (livsmedelsindustrin), Cesta (byggnadsindustrin), DURAN Group (glasproduktionsindustrin), Istra cement (cementproduktionsindustrin), Istragradnja (byggnadsindustrin), Tehnomont (varvsindustrin) och Uniline (turism).

#### Turism
Turismnäringen utgör en viktig del av Pulas näringsliv och spår sina rötter från början av 1900-talet. Åren 1970–1987 var i synnerhet viktiga för den lokala turismnäringen. Under denna period tillkom tio hotell och två turistbyar. De flesta turistfaciliteterna ligger i den södra delen av staden och stadsdelarna Stoja, Verudela och Veruda. 
Pulas geografiska läge, närhet till havet, gynnsamma klimat och många byggnadsminnen från romartiden ligger till grund för utvecklingen av turismnäringen. Med mer än 1 000 evenemang om året har staden också profilerat sig som kultur- och festivalstad vilket har haft en positiv inverkan på det lokala näringslivet.

### Transport och kommunikationer

#### Busstrafik

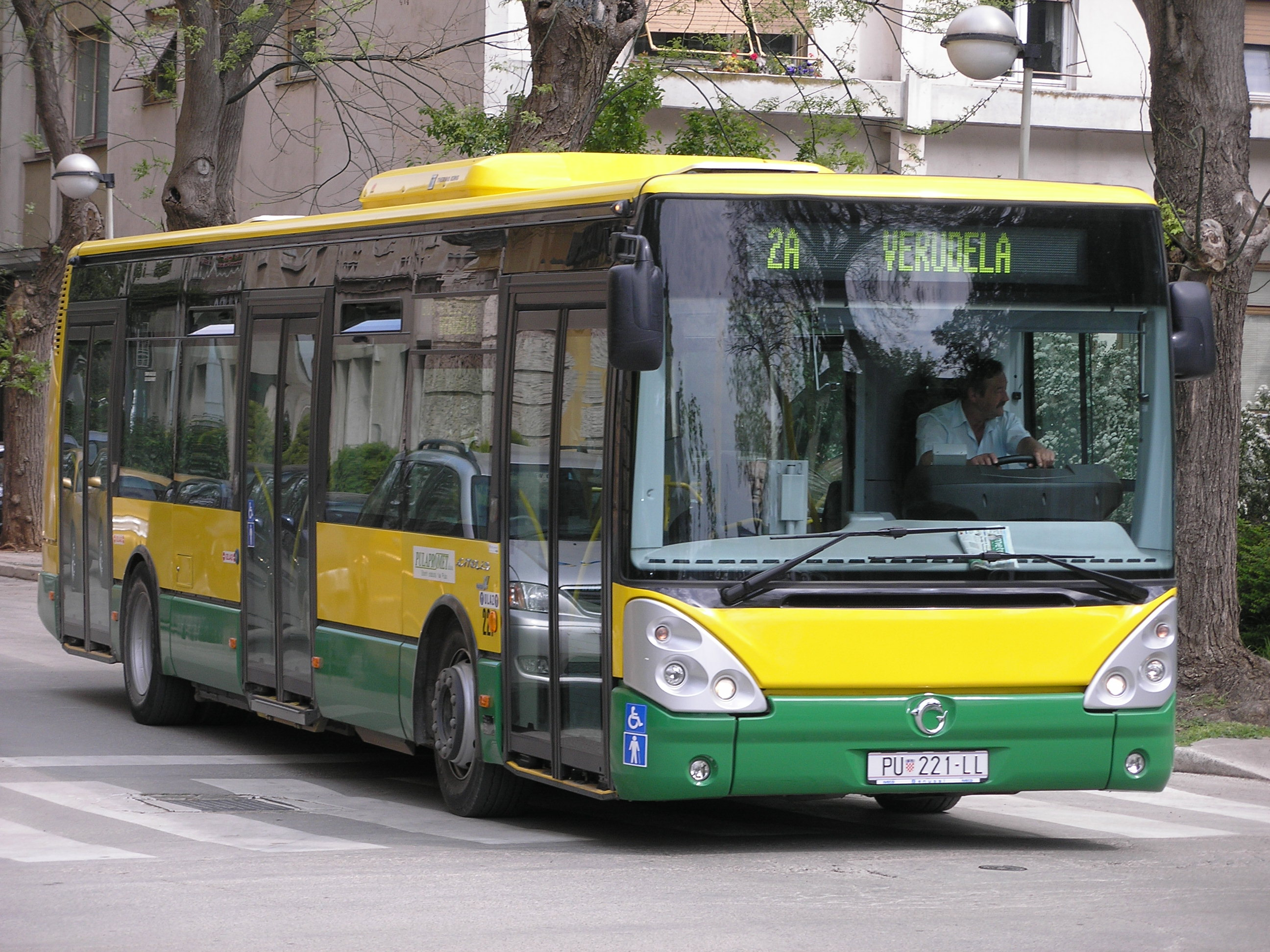
Pulapromets igenkännliga grön-gula stadsbussar.

Pulas stadsbusstrafik trafikeras av det lokala bussbolaget Pulapromet. Den centrala busstationen för stadsbussarna och långfärdsbussarna är belägen drygt 800 meter nordöst om stadens romerska amfiteater. Stadsbussarnas nio linjer når ut till stadens alla delar. Biljetter kan köpas i bland annat kiosker och priset varierar beroende på zon. Långfärdsbussar förbinder Pula mer både inhemska och utländska städer.

#### Flygtrafik
Pulas flygplats är en internationell flygplats med in- och utrikesförbindelser. Den är belägen cirka 7 kilometer nordöst om Pulas stadskärna. Sett till antalet passagerare är det Kroatiens femte viktigaste internationella flygplats. Flygtrafiken är till stora delar säsongbetonad med fler ankomster och avgångar under högsäsongen juni–augusti. Det ökande antalet internationella lågprisflygbolag som flyger till Pula innebär att staden under högsäsong har direktförbindelser med bland annat städer som Stockholm, Köpenhamn, Oslo, Köln och Edinburgh.
Pulas geografiska läge innebär att Pulas internationella flygplats även tjänar resande till och från västra Slovenien och nordöstra Italien. Dessutom ligger flera andra internationella flygplatser inom räckhåll för resande till och från Pula. Rijekas flygplats är belägen drygt 133 kilometer från Pula, Triestes flygplats cirka 170 kilometer, Ljubljanas flygplats drygt 224 kilometer och Zagrebs flygplats drygt 277 kilometer från staden.

#### Järnvägstrafik
Pulas järnvägsstation uppfördes under den österrikisk-ungerska administrationen år 1876 och är belägen vid havet drygt 1,5 kilometer norr om Pulas stadskärna. Från stationen utgår trafik norrut mot bland annat Ljubljana i Slovenien. Av historiska skäl saknar Pulas järnvägsstation direkt förbindelse med det övriga kroatiska järnvägsnätet. Under den österrikisk-ungerska perioden då järnvägsnätet anlades prioriterades nämligen förbindelser med rikshuvudstaden Wien. Att färdas till Zagreb eller någon annan kroatisk stad med tåg innebär alltså en omväg via Slovenien. Planer på att förbinda Istrienbanan och därmed Pula med det övriga kroatiska järnvägsnätet finns men har ännu inte förverkligats. 

#### Sjöfart

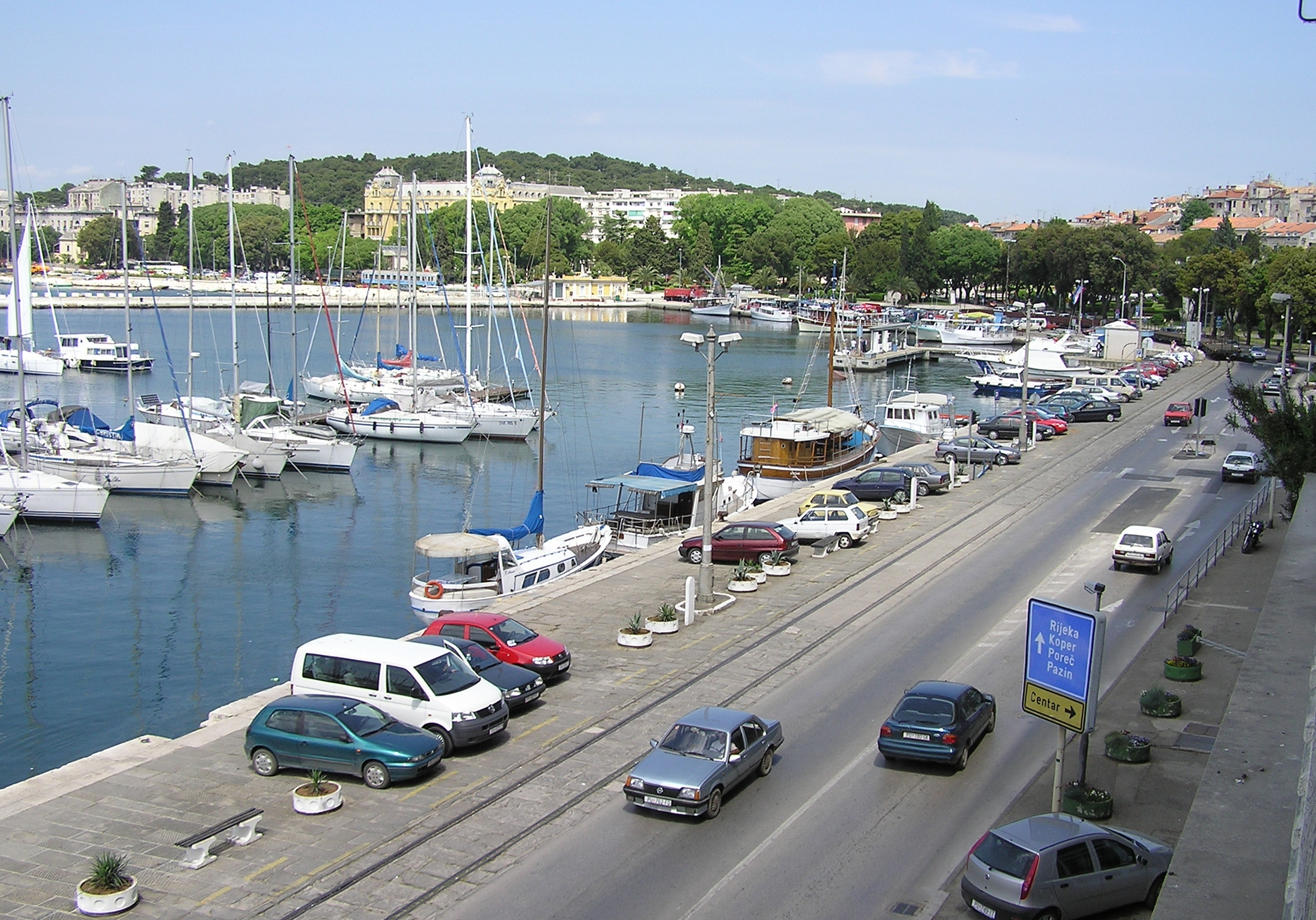
Pulas strandpromenad och del av färjeläge år 2005.

Pulas centrala färjeläge är beläget strax norr om stadskärnan. Från den utskjutande piren avgår inrikes trafik till Unije, Mali Lošinj, Ilovik, Silba och Zadar. Linjen trafikeras av Jadrolinija och är delvis säsongsbetonad med mer frekventa avgångar under högsäsong. Under perioden juni–september finns båtförbindelser med Venedig, Rovinj och Trieste som trafikeras av italienska rederier (Venezia Lines och Trieste Lines).

#### Vägnät
Vid Pula finns anslutningsväg till motorvägen A9 (Pula–Kanfanar) som är en del av det så kallade Istriska Y:et. I nordlig riktning bär motorvägen mot Rovinj, Poreč och den kroatisk-slovenska gränsen. Vid Kanfanar leder motorvägen A8 österut mot Rijeka och vidare mot huvudstaden Zagreb. Motorvägen är betalväg.

## Demografi
Av stadens 57 460 invånare är 29 910 kvinnor och 27 550 män (2011).
Majoriteten av invånarna (40 302 personer eller 70,14 procent av befolkningen) är kroater. De största etniska minoriteterna i Pula är serberna (3 454 personer eller 6,01 procent av befolkningen), italienarna (2 545 personer eller 4,43 procent av befolkningen) och bosniakerna (2 011 personer eller 3,50 procent av befolkningen). Därtill uppgav 4 152 personer eller 7,23 procent av stadens befolkning regional tillhörighet (snarare än etnicitet) i folkräkningen år 2011.
En majoritet av Pulas invånare (37 038 personer eller 64,46 procent av befolkningen) bekänner sig till den romersk-katolska tron.
| Rovinjs befolkningsutveckling åren 1857–2011 Källa: Kroatiska statistiska centralbyrån |

### Utbildning och forskning
I Pula finns 12 grundskolor, 11 gymnasieskolor och lärosätet Juraj Dobrila. En av grundskolorna och en av gymnasieskolorna är italienskspråkiga.
Under det österrikiska styret (1815–1918) var Pula ett viktigt centrum för astronomisk forskning. Från år 1853 var Pula den österrikiska flottans främsta bas. Marinens behov av navigationsresurser ledde till att myndigheterna år 1871 etablerade Österrikisk-Ungerska krigsflottans hydrografiska institut i en för ändamålet uppförd byggnad på höjden Monte Zaro i Pula. En av institutets viktigaste uppgifter var att synkronisera örlogsfartygens kronometrar. För detta ändamål etablerades Marina stjärnobservatoriet (K. und K. Marinesternwarte Pola) som en del av institutet. Under ledning av astronomen Johann Palisa som var chef för enheten åren 1872–1880 blev stjärnobservatoriet världskänt i astronomiska kretsar för upptäckterna av 28 asteroider, däribland 136 Austria, 137 Meliboea och 140 Siwa.

## Kultur och samhälle

### Arkitektur, stadsbild och byggnadsverk (urval)

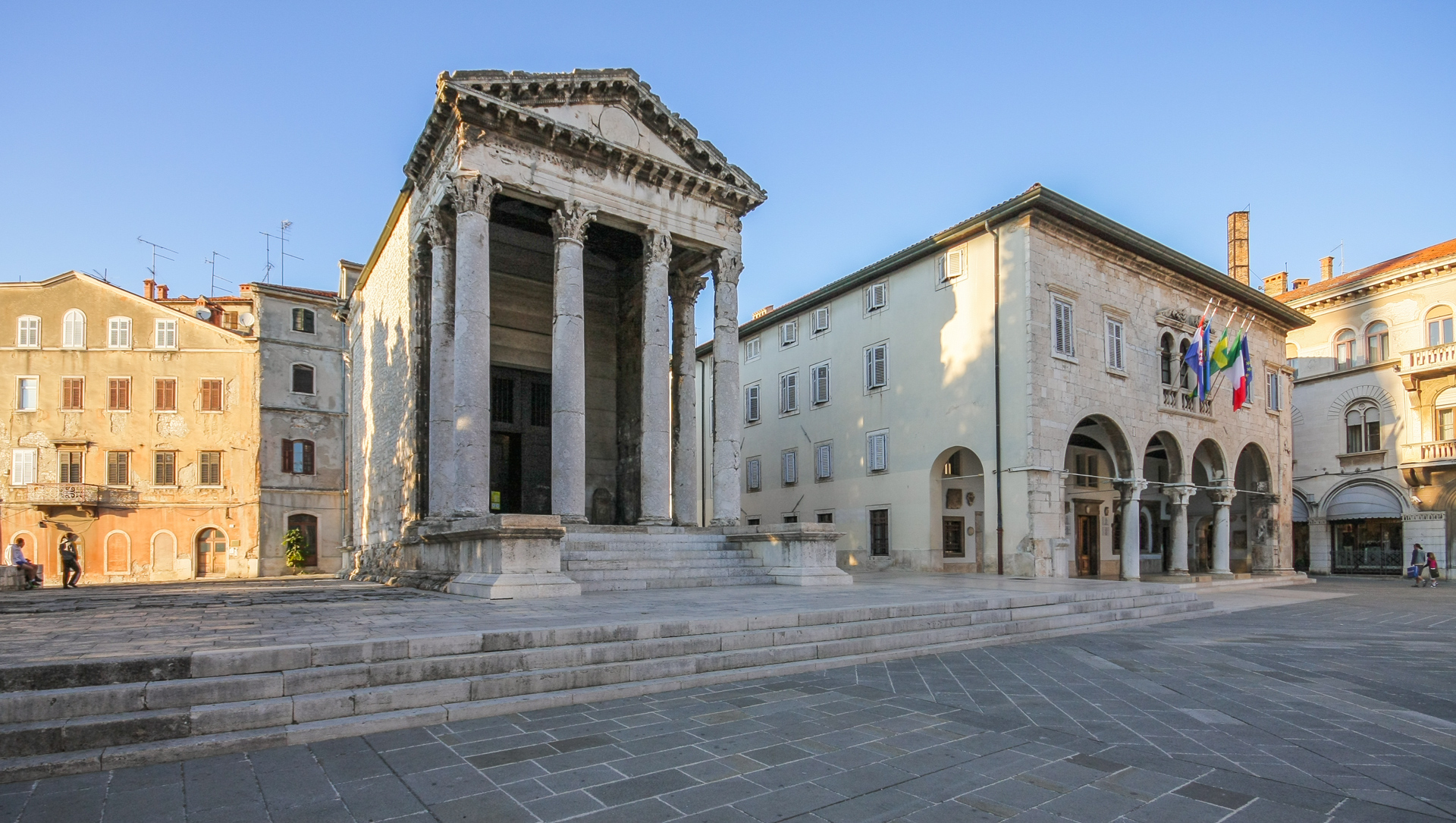
Pulas huvudtorg Forum år 2011. I bild syns Augustus tempel och stadshuset.

Pula är framförallt känt för sina välbevarade byggnadsminnen från romartiden. Men även århundraden av venetianskt styre och sedermera österrikisk, österrikisk-ungersk och jugoslaviskt styre har lämnat avtryck på stadens stadssiluett och arkitektoniska utformning. 
År 1853 blev Pula den österrikiska (från år 1867 österrikisk-ungerska) marinens främsta bas. Pulas nya militära betydelse innebar att stadens försvar förstärktes med åtskilliga befästningsverk som finns bevarade än idag. Under det österrikiska styret uppfördes även representativa villor och hus i staden och synnerhet stadsdelen Veruda.

#### Befästningsverk och palats
- Pulaborgen – en borg uppförd åren 1630–1633 på grunderna av ett romerskt castrum i centrala Pula.
- Bourguignon-fortet – ett fort uppfört av de österrikiska myndigheterna under 1800-talets andra hälft.
- Kommunala palatset – Pulas stadshus, stod ursprungligen färdigt år 1296.

#### Gator och torg
- Forum – stadens huvudtorg.
- Sergius-gatan – stadens huvudgata.

#### Kyrkor och religiösa byggnader

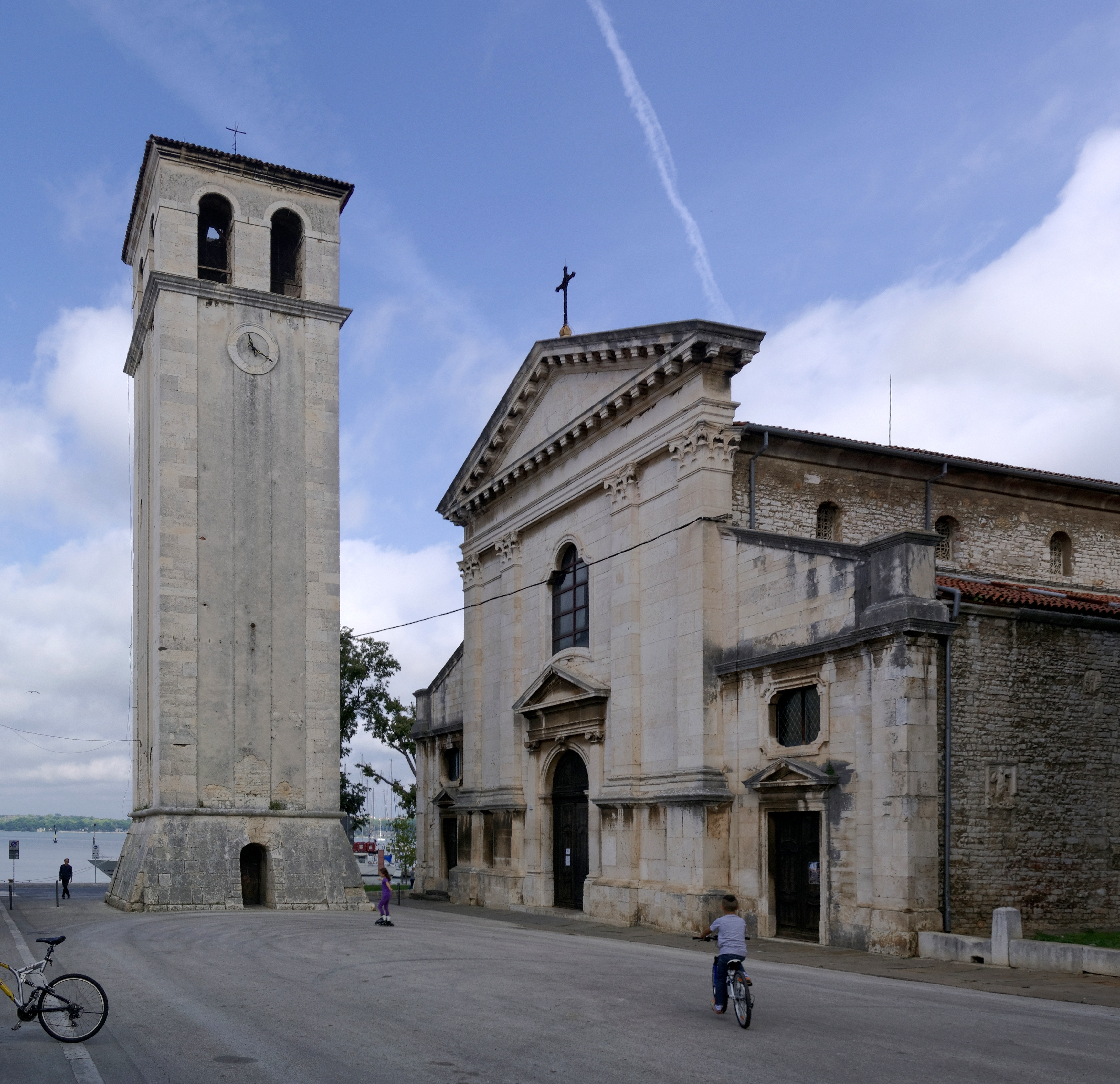
Heliga Jungfru Marie himmelsfärds katedral i Pula år 2014.

- Pulas katedral – romersk-katolsk katedral belägen på grunderna av en kyrka uppförd på 300-talet.[27] Har under århundradena om- och tillbyggts till nuvarande utseende.
- Sankta Maria av Formosas kapell – kapell, ursprungligen en del av en större basilika uppförd under det bysantinska styret på 500-talet.[28]
- Sjömanskyrkan – uppförd åren 1891–1898.
- Sankt Nikolaus kyrka – kyrka ursprungligen uppförd under det bysantinska styret på 500-talet men har sedan dess om- och tillbyggts flera gånger.[29]
- Sankt Antonius kloster och kyrka – franciskanerkloster och klosterkyrka belägen sydöst om den romerska amfiteatern. Uppförd på 1900-talet.
- Sankt Franciskus kloster och kyrka – franciskanerkloster och klosterkyrka belägen mellan Pulaborgen och Forum. Klosterkomplexet uppfördes ursprungligen på 1200-talet men har därefter om- och tillbyggts.

#### Romerska byggnadsverk
- Pulas amfiteater – den bäst bevarande och sjätte största romerska amfiteatern i världen. Uppfördes åren 27 f.Kr.–68 e.Kr. Den kallas i folkmun för Arena och används idag för konserter, dansföreställningar, teaterpjäser och andra kulturevenemang. Pulas främsta turistattraktion och en symbol för staden[30].
- Lilla romerska teatern – lämningar efter en antik romersk teater ursprungligen uppförd på 100-talet.[31]
- Augustus tempel – romerskt tempel troligtvis uppfört någon gång under kejsar Augustus regeringstid mellan åren 2 f.Kr.–14 e.Kr.
- Sergiusbågen – triumfbåge troligtvis uppförd åren 29–27 f.Kr. som en hyllning till tre medlemmar av den romerska Sergia-ätten.
- Dubbelporten – antik romersk port troligtvis uppförd i slutet av 100-talet.
- Herkulesporten – romersk port uppförd i mitten på det första århundradet.
- Pulas stadsmurar – idag finns bara mindre delar bevarade av de gamla stadsmurarna som uppfördes under den andra hälften av det första århundradet.

### Kultur, nöjen och idrott

#### Evenemang
Pulas filmfestival är Kroatiens äldsta årligen återkommande filmfestival. Den har (med avbrott för år 1991) anordnats kontinuerligt sedan år 1954 och hålls vanligtvis i juli eller augusti i Pulas antika amfiteater. Andra årligen återkommande evenemang omfattar bland annat de internationella musikfestivalerna Viva la Pola! och Seasplash som anordnas under sommarmånaderna, kulturfestivalen Antikens dagar – Pula Svperiorvm som vanligtvis anordnas i juni, Pulas karneval som årligen anordnas på fettisdagen och bokfestivalen Sa(n)jam knjige u Istri.

#### Insignier och symboler

Staden Pulas officiella (tvåspråkiga) logotyp.

I formell mening representeras staden Pula av ett stadsvapen och stadsflagga. Pulas amfiteater avbildad i grafisk form utgör ibland, i synnerhet turistiska och kulturella sammanhang, en informell symbol. Pulas historiska stadsvapen återinfördes år 1990 och består av en grön sköld med ett gyllene (gult) latinskt kors. Stadsflaggan är en korsflagga av nordisk typ och har samma färger som stadsvapnet. 

#### Institutioner och media
I Pula finns tre bibliotek: Pulas stadsbibliotek och läsrum är stadens största offentliga bibliotek med mindre avdelningar i olika stadsdelar. Sedan år 1991 är även kroatienitalienarnas centrala bibliotek (Servizio bibliotecario centrale per la Comunita' nazionale italiana in Croazia) inrättat i stadsbibliotekets huvudbyggnad. Därtill finns Pulas universitetsbibliotek som drivs i Juraj Dobrila-universitetets regi och det lilla Hemlandsbiblioteket "Petit" i gamla stan som har både inhemsk och internationell litteratur.
Glas Istre (Istrien röst), Istriens läns största dagstidning, har sin huvudredaktion och sitt säte i Pula. Under 1800-talets andra hälft och det österrikiska styret fanns en rik tyskspråkig publiceringsverksamhet i staden. Denna var viktig för och lämnade bestående avtryck på den lokala kroatiska pressen då många av de som arbetade i de lokala förlagen och tryckerierna var kroater. Även bland författarna och översättarna till de tyskspråkiga artiklarna fanns kroater.

#### Museer och gallerier
I Pula finns tre museer: Istriens arkeologiska museum, Istriens museum för modern konst och Istriens sjöhistoriska museum. Därtill finns flera mindre utställningar, samlingar och gallerier.

#### Sport och sportanläggningar

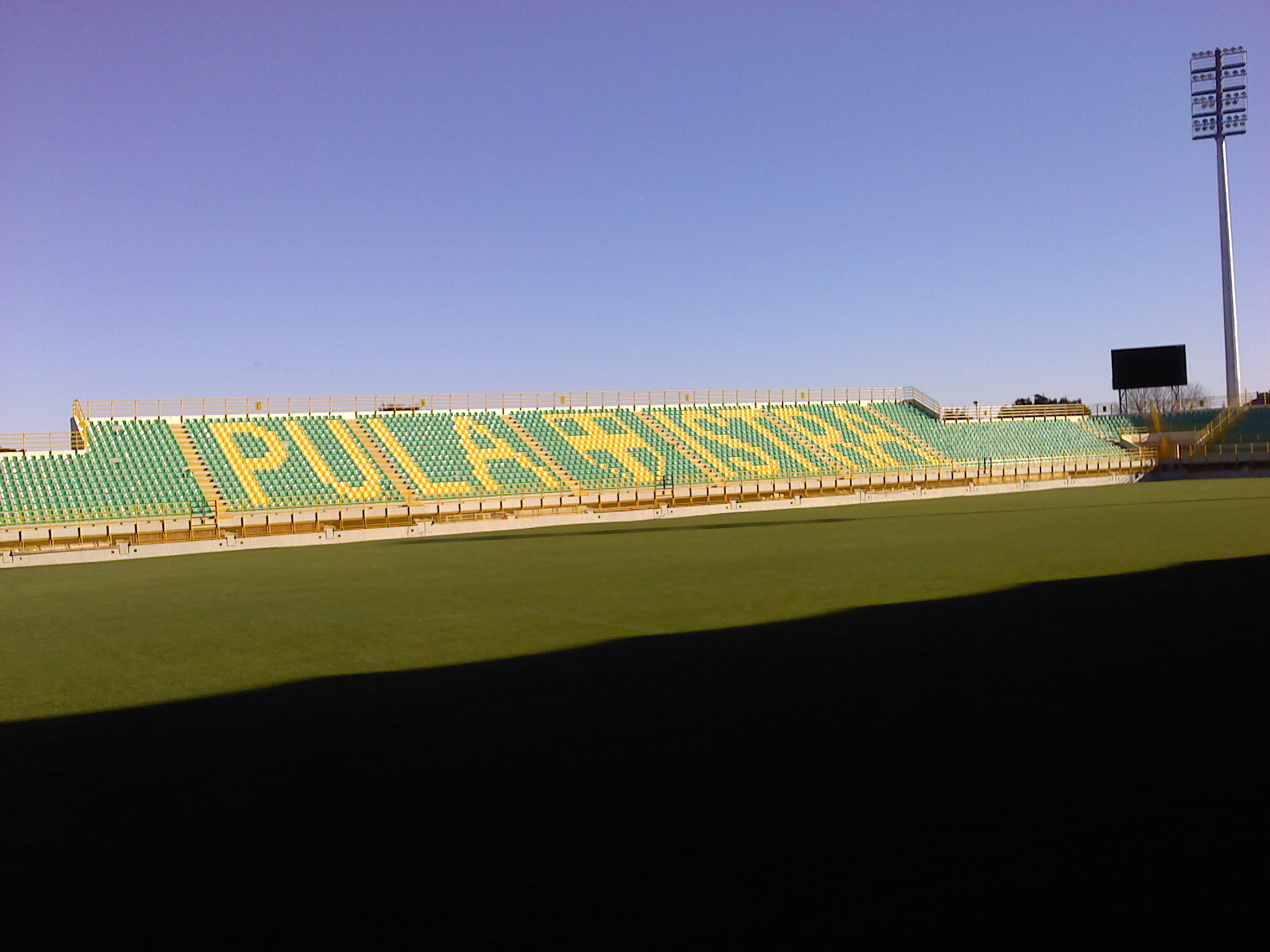
Aldo Drosina-stadion år 2010.

I Pula finns flera aktiva sportklubbar och organisationer. 
Av stadens fotbollslag är det bara NK Istra 1961 som har lyckats kvalificera sig till Prva HNL som är den högsta divisionen i fotboll i Kroatien för klubblag på herrsidan. Övriga fotbollslag omfattar NK Istra, NK Pula ICI, NK Veli Vrh och NK Štinjan. Övrig idrott som utövas av aktiva sportklubbar är boccia (klubbarna Olimpija och Uljanik), brottning (klubben Istarski borac), boxning (klubben Pula), karate och kickboxning (klubben Lav), vattenpolo (klubben UPAS Jadrograd), rodd (klubben Istra), segling (klubbarna Uljanik och Vega), simning (klubbarna Pula och Arena), basket (klubbarna Pula 1981, ŽKK Pula och Stoja), volleyboll (klubbarna Otp bank och Veli Vrh), friidrott (klubben Istra), handboll (klubben Arena), bordtennis (klubbarna Istra och Arena) och schack (klubbarna Pula och Uljanik). Sedan år 2000 är dessutom Föreningen för främjande av amatöridrott (UPAS) verksam i staden. 
Till de främsta sportarenorna i Pula räknas Aldo Drosina-stadion (uppförd åren 1994–2010) och Mate Parlovs sporthall (uppförd år 1978).

## Internationella relationer

### Vänorter
- Graz, Österrike (sedan 1972).[36]
- Trier, Tyskland (sedan 1970).[36]
- Imola, Italien (sedan 1972).[36]
- Verona, Italien (sedan 1982).[36]
- Kranj, Slovenien (sedan 1974).[36]
- Novorossijsk, Ryssland (sedan 1999).[36]
- Hekinan, Japan (sedan 2007).[36]
- Villefranche-de-Rouergue, Frankrike (sedan 2008).[36]
- Sarajevo, Bosnien och Hercegovina (sedan 2012).[36]